# Rathaus Seckbach

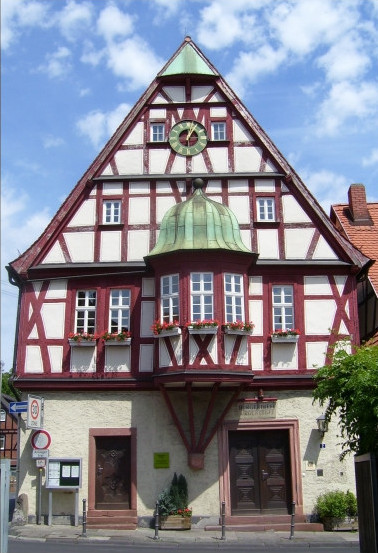
Historisches Renaissance-Rathaus von 1542 im Frankfurter Stadtteil Seckbach, Foto vom Mai 2009

Das Seckbacher Rathaus gilt als eines der schönsten erhaltenen Fachwerkhäuser der bäuerlichen Spätrenaissance im Raum Frankfurt am Main. Seine einstige Funktion hat das Baudenkmal seit der vollzogenen Eingemeindung Seckbachs zu Frankfurt verloren. Nach abwechselnder Mischnutzung wird es heute als Bürgerhaus genutzt. Es befindet sich im historischen Ortskern, umgeben von weiteren Fachwerkhäusern, an der Ecke Hofhausstraße/Rathausgasse.

## Geschichte
Das repräsentative Ratsgebäude Seckbachs entstand im Jahr 1542 an einer zentral gelegenen Stelle des Ortskerns im Zuge der Wiederaufbauarbeiten nach der großen Feuersbrunst von 1531. Zur Zeit der Errichtung des Rathauses gehörte die Gemeinde Seckbach zur Grafschaft Hanau. Es weist eine große Ähnlichkeit mit dem Rathaus der Nachbargemeinde Bergen auf, dem Spilhus. Dessen gotisches Erdgeschoss stammt allerdings schon aus der Zeit zwischen 1300 und 1350, während die oberen Fachwerketagen im Stil der Hochrenaissance zwischen 1520 und 1530 aufgestockt wurden.

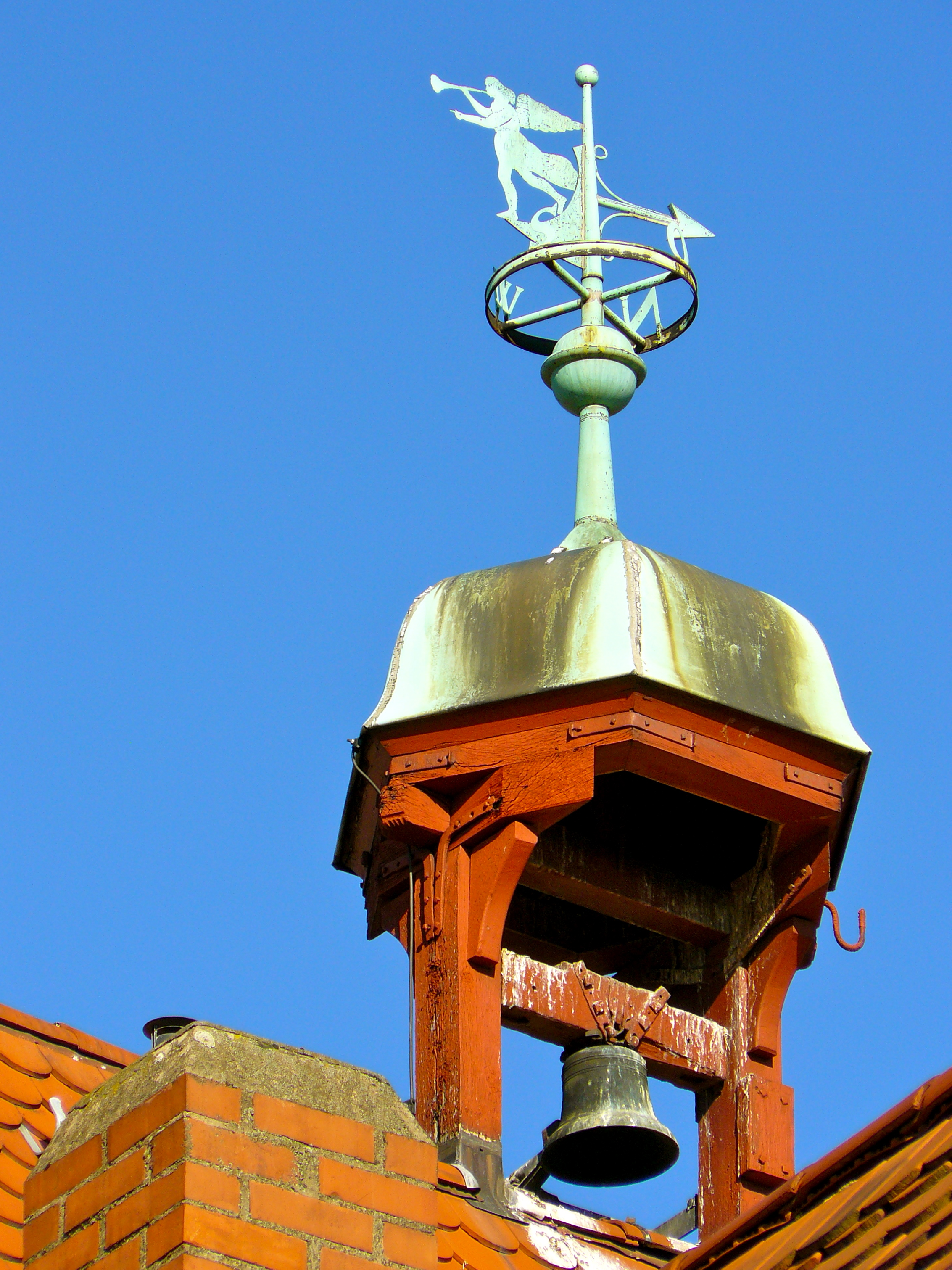
Dachreiter mit der ehemaligen Feuerglocke Seckbachs

Die Balken des Fachwerks des Seckbacher Rathauses wurden ursprünglich mit einer Lauge aus dem Serum von Ochsenblut, Sumpfkalk, Eisenoxid (Hämatit) und Leinöl (Rezepturbeispiel) bestrichen und bekamen dadurch eine intensive rot-braune Färbung. Diese Farbe wurde von Bauern traditionell für Holzdielenböden und Fachwerkbalken verwendet und war kostensparend. Ein hölzerner Dachreiter mit Kuppeldach und Wetterfahne nahm die frei hängende Feuerglocke auf, die das Dorf bei Bränden alarmierte. Sie konnte aus dem Inneren des Rathauses mit einem Seilzug betätigt werden.
Eine ebenerdige offene Halle des Hauses diente seinerzeit als Markt- und Gerichtshalle. In einer Ecke soll ein Verlies für Übeltäter eingerichtet gewesen sein. Das Erdgeschoss wurde erst zu einem späteren Zeitpunkt gemauert, die einstige offene Halle umschlossen. Wie das Seckbacher Rathaus mit der offenen Halle ungefähr gewirkt haben mochte, kann man sich beispielsweise mit einem Blick auf das Rathaus von Michelstadt im Odenwald verdeutlichen. Über eine Treppe gelangte man in die erste Etage, die zur Straße hin über einen kleinen Vorbau verfügte. Dessen Fenster dienten dem Gemeindediener zum Ausrufen von Neuigkeiten und amtlichen Bekanntmachungen. Diese verkündete er allerdings auch bei seinem Gang durch das Dorf, nachdem er mittels einer Schelle auf sich aufmerksam gemacht hatte. Der ebenfalls in der ersten Etage befindliche Große Saal war vermutlich den Ratsversammlungen und Sitzungen des Gerichts der Gemeinde Seckbach vorbehalten. Die weiteren Räumlichkeiten des Rathauses dürften den ehemaligen Bürgermeistern von Seckbach, den Gemeindeschreibern und der Gemeindekasse, evtl. auch den Gendarmerie-Wachtmeistern gedient haben.

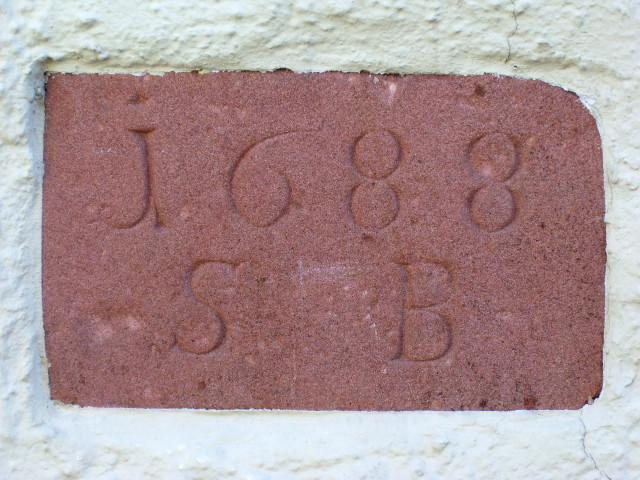
Stein mit eingemeißelter Jahreszahl 1688 als Zeitpunkt einer Restaurierung, Die Buchstaben S und B dürften die Initialen des Steinmetzes darstellen

In den 1660er Jahren bildete Seckbach mit dem noch nicht eingemeindeten Frankfurter Dorf Bornheim eine gemeinsame lutherische Kirchengemeinde, deren Gottesdienste zunächst im Seckbacher Rathaus stattfanden, bis ab 1673 im Obergeschoss der herrschaftlichen Kelter der nahe gelegenen Wilhelmshöher Straße 158 ein Ausweichquartier gefunden wurde. Diese lutherischen Gottesdienste missfielen dem Pfarrer der nach der Lehre Zwinglis reformierten Gemeinde in Kirchberg, einem damals noch existierenden Ort zwischen Seckbach und Bergen. Diese Bergkirche St. Elisabeth war die ursprünglich für die Orte Bergen, Enkheim und Seckbach zuständige Pfarrei. Die parallel zur lutherischen Gemeinde in den 1660er Jahren entstandene lutherische Schule Seckbachs hielt ihren Unterricht bis 1709 gleichfalls im Rathaus ab. Später konnte ein Wechsel in das als Fachwerkbau neu errichtete lutherische Schulgebäude in der Wilhelmshöher Straße 135 erfolgen, das heute noch neben der Marienkirche existiert.

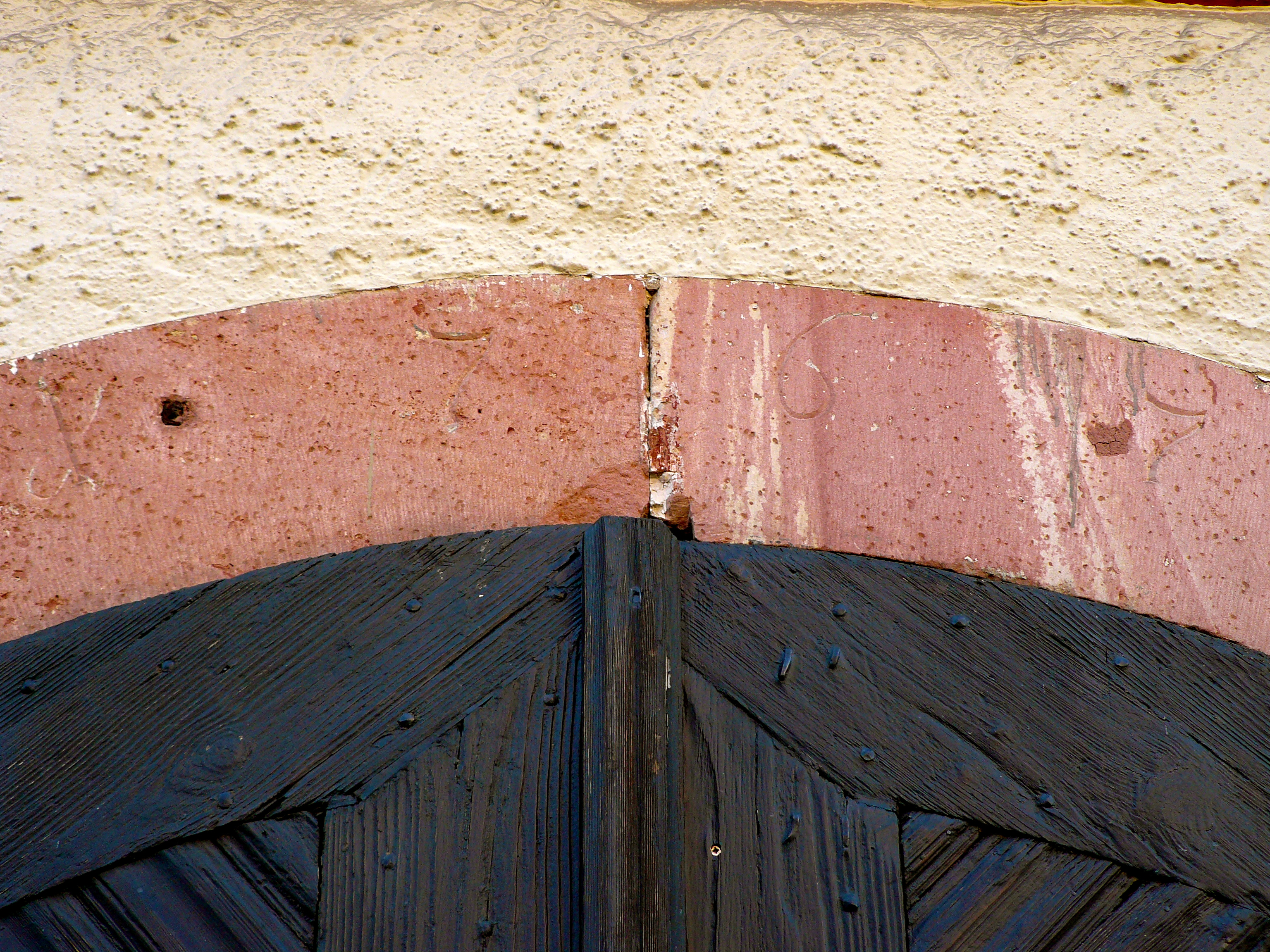
Eingemeißelte Jahreszahl 1767 über dem Seiteneingang des Rathauses in der Rathausgasse

Im Jahr 1688 wurde das Rathaus umfangreich restauriert und möglicherweise auch renoviert. Dokumentiert wurde dies von einem Steinmetz, der die Jahreszahl 1688 in einen Stein einarbeitete, der sich unter einem Fenster an der Westseite des Gebäudes befindet. Im Jahr 1767 erachteten die Seckbacher Ratsherren es als erforderlich, am Ratsgebäude erneut baulich Hand anlegen zu lassen, da es nicht mehr den veränderten Anforderungen entsprach. Die Halle im Erdgeschoss wurde durch eine Zwischenwand in zwei Räume geteilt. Zur Rathausgasse hin wurde eine große Toreinfahrt in das Mauerwerk gebrochen. In der oberen Einfassung des Torbogens wurde die Jahreszahl dokumentiert. In der ersten Etage wurden die Fenster verändert, der Vorbau erhielt eine polygonale Erker-Form mit einer durch vier mächtige geschwungene Holzbalken gestützten Steinkonsole.

### 1848
Der im Gefolge der Französischen Revolution (1789) nach Freiheitsrechten strebende Geist von 1848 drückte sich nach der Märzrevolution auch in Seckbach aus. 67 Seckbacher Bürger unterzeichneten am 14. Juli eine Petition gegen den amtierenden Bürgermeister Caspar Müller, die sie an das Kurhessische Kreisamt sandten. Sie warfen ihm vor, "nicht auf der Höhe des jetzigen Zeitbewußtseins" zu sein und weder Geschick noch guten Willen für "die jetzige freiere Gestaltung des öffentlichen Lebens zu finden". Sie forderten daher seine Entfernung aus dem Amt und Neuwahlen des Ortsvorstandes. Dem Ansinnen war kein Erfolg beschieden, Müller blieb bis 1864 in Amt und Würden, bevor er am 26. August dieses Jahres von J. P. Zeh abgelöst wurde.

### 1866–1871
Im Rathaus war auch das dörfliche Standesamt untergebracht. Nach dem Preußisch-Österreichischen Krieg von 1866, bei dem die Seckbacher auf der unterlegenen Seite des Deutschen Bundes unter Führung von Österreich standen, mussten sich die künftigen Seckbacher Ehepartner ab 1867 nach einem nun zu befolgenden Gesetz unter preußischer Ägide zunächst im Rathaus und erst anschließend in der Kirche trauen lassen. Zuvor hatte die kirchliche Hochzeit Priorität.

### 1871–1900

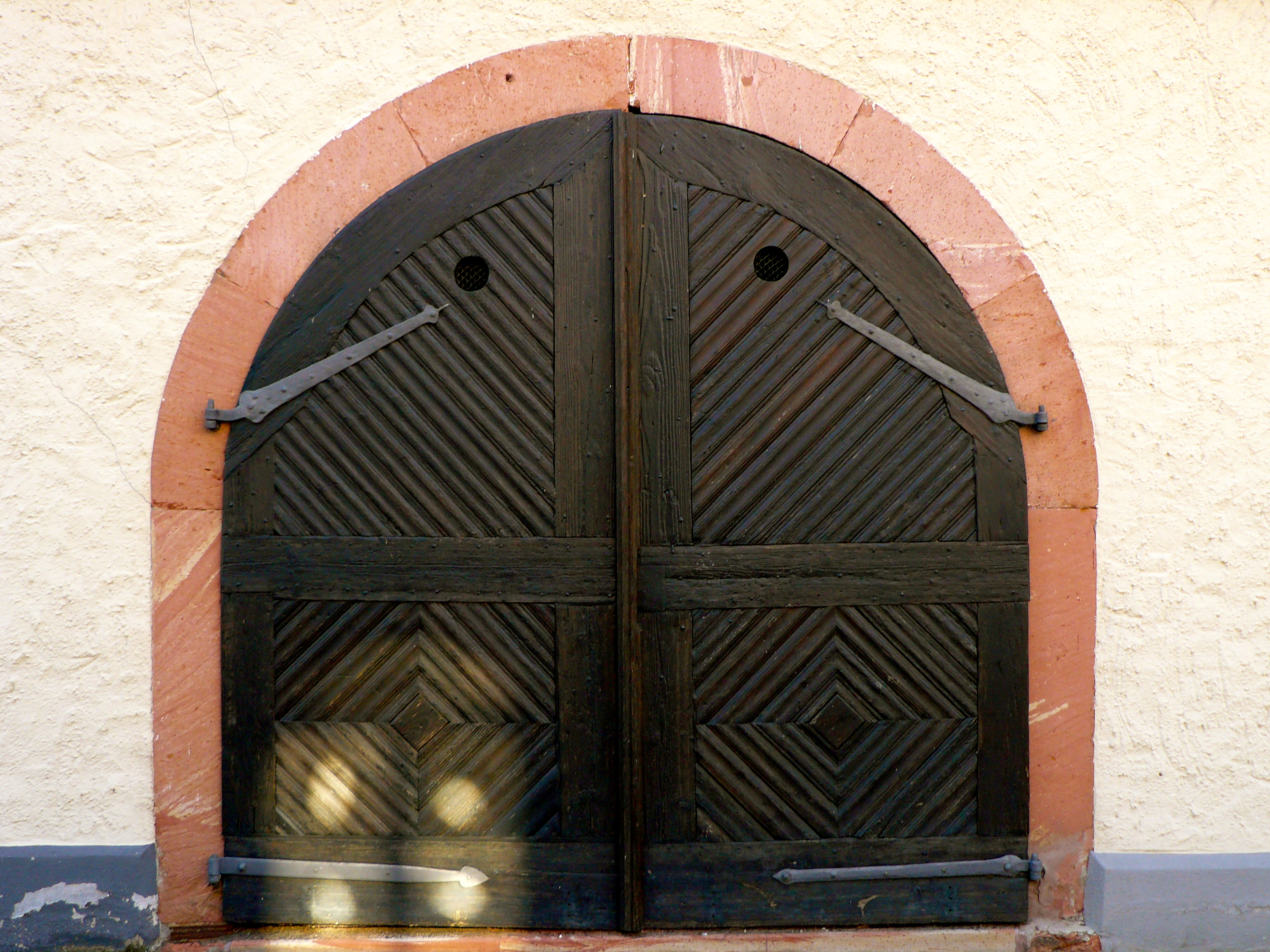
Von der Feuerwehr ab 1873 genutztes Seitentor des Rathauses

Ende des 19. Jahrhunderts zog die 1873 gegründete Freiwillige Feuerwehr Seckbach mit ihren Gerätschaften in das Erdgeschoss des Rathauses und profitierte dabei für ihren hölzernen Pumpenwagen insbesondere von der großen Toreinfahrt zur Rathausgasse. Die Giebel des Hauses erhielten eine Verkleidung aus Schiefer, das Fachwerk wurde mit Ausnahme des Erkers dem Zeitgeschmack entsprechend unter Putz versteckt. Dieser äußere Zustand hatte jedoch keinen langen Bestand.
Am 26. September 1883 konnte man am Rathaus den Deutschen Kronprinzen Friedrich in Seckbach begrüßen, als dieser sich mit Gefolge auf dem Weg zum Manöver bei Bergen befand.
Am 1. April 1886 schied Seckbach aus dem Amt Bergen und dem Kreis Hanau aus und wurde dem Landkreis Frankfurt sowie dem Bezirk Wiesbaden zugeschlagen. Am selben Tag erhielt Seckbach den ersten berittenen Gendarm, dessen Wachstube im Rathaus war.
Die konkreten Planungen zur Eingemeindung der Landgemeinde Seckbach unter dem letzten Bürgermeister Johann Phil. Kappes V. durch die Stadt Frankfurt am Main unter Oberbürgermeister Franz Adickes gingen auf das Jahr 1893 zurück. Der letzte im Rathaus amtierende Gemeindevorstand Seckbachs vor der Eingemeindung setzte sich aus 17 Bürgern zusammen.

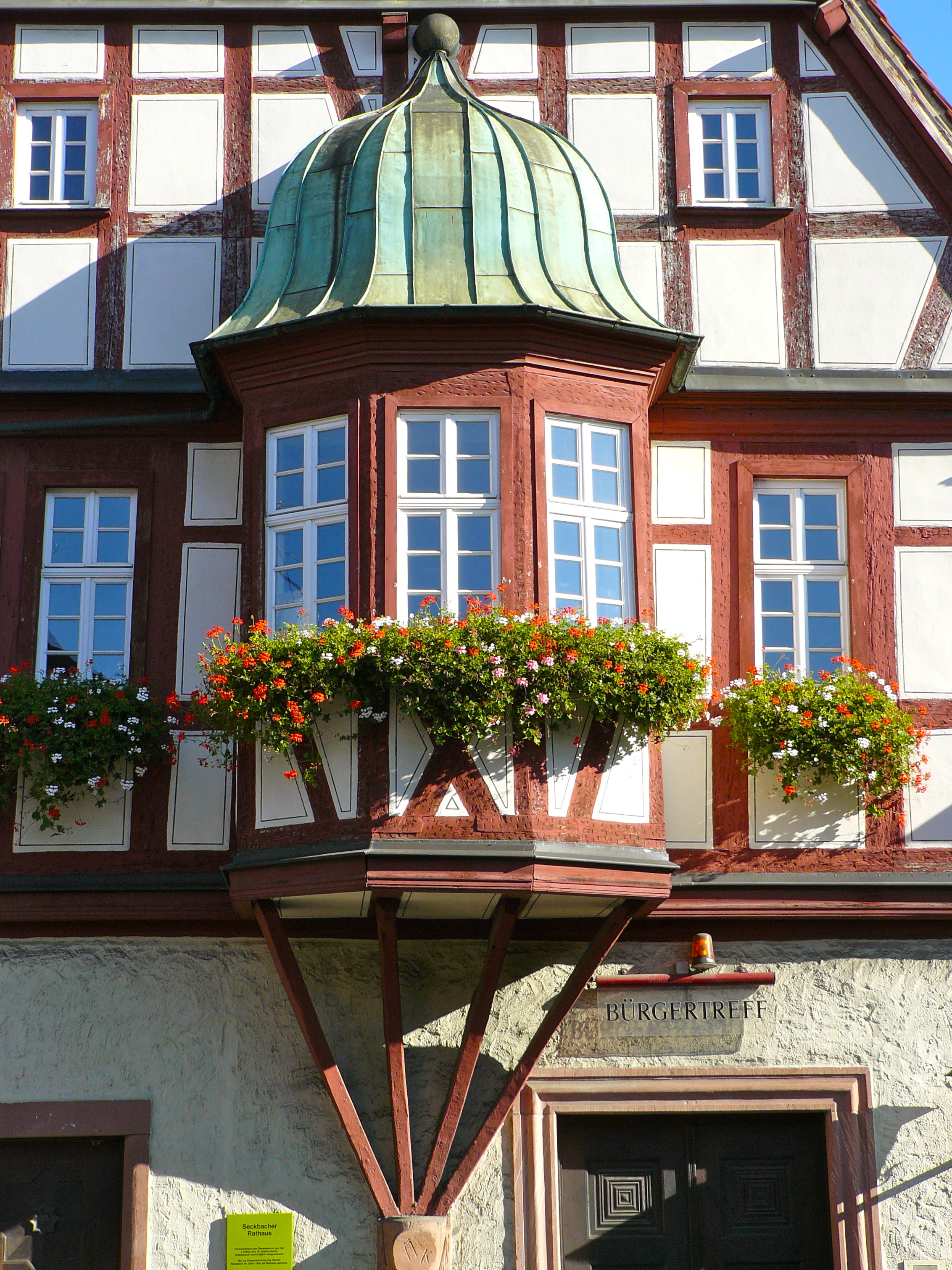
Erker des Rathauses

Am 11. Juni 1896 wurden Ortsbeirat und Gendarm im Rathaus damit konfrontiert, dass der Feldschütz einen Schulknaben erschossen hatte, der sich in einem Baum an den Kirschen gütlich tat. Dafür wurde der Feldschütz am 29. Oktober durch das Frankfurter Schwurgericht zu einem Jahr und vier Monaten Gefängnis verurteilt.
1896 veranlasste man im Rathaus, dass rund 3.000 Seckbacher eine Trinkwasserversorgung erhielten, die bereits im Oktober 1897 vollendet worden ist. Sie wurde von den vier Quellen Draisborn, Klingen, Pfingstlohr und Wüst gespeist, die am Lohrberg entsprangen. Zwei Ventilbrunnen wurden zur öffentlichen Nutzung errichtet. Fünfzehn Unterflurhydranten dienten künftig der Feuerwehr. Die Wasserversorgung Seckbachs wurde 1902 von der Stadt Frankfurt erworben.
Dem Seckbacher Adressbuch von 1898 zufolge gab es vor der Eingemeindung neben dem Ortsvorstand einen berittenen Gendarm, einen Ortspolizeidiener, die Gemeinde-Casse mit einem Gemeinderechner und einem Staatssteuer-Erheber, den in Personalunion als Standesbeamten fungierenden Bürgermeister und seinen Stellvertreter, das Schieds-Amt mit Schiedsmann und Stellvertreter, den Waisenrath, die Ortstaxatoren, die Kaiserliche Post-Agentur mit einem Post-Agenten und einem Briefträger, den Evangelischen Kirchenvorstand mit Pfarre und Presbyterialmitgliedern, dem Kirchenrechner und -baumeister sowie dem Glöckner. Darüber hinaus gab es eine evangelische Kleinkinderschule mit einer Lehrerin, die Volksschule mit dem evangelischen Pfarrer als Schulinspektor, den Lehrerinnen und Lehrern, die Wasserwerke Seckbach mit einem Maschinenführer, den Spar- und Hülfs-Verein als eingetragene Genossenschaft, die Spar- und Loose-Casse, die Spar- und Spiel-Gesellschaft, die Ortskrankenkasse, die Kranken-Unterstützungs- und Sterbecasse Germania, die Krankenversicherungs- und Sterbekasse, den Kranken-Hülfsverein, die Pferdeversicherungskasse, die Viehversicherungskasse, die Pflichtfeuerwehr, die Freiwillige Feuerwehr, den Gesangverein Germania, den Gesangverein Heiterkeit, den Gesangverein Liederlust, den Männer-Gesangverein, den Kriegerverein, den Turnverein und den Musikverein.

### 1900–1918

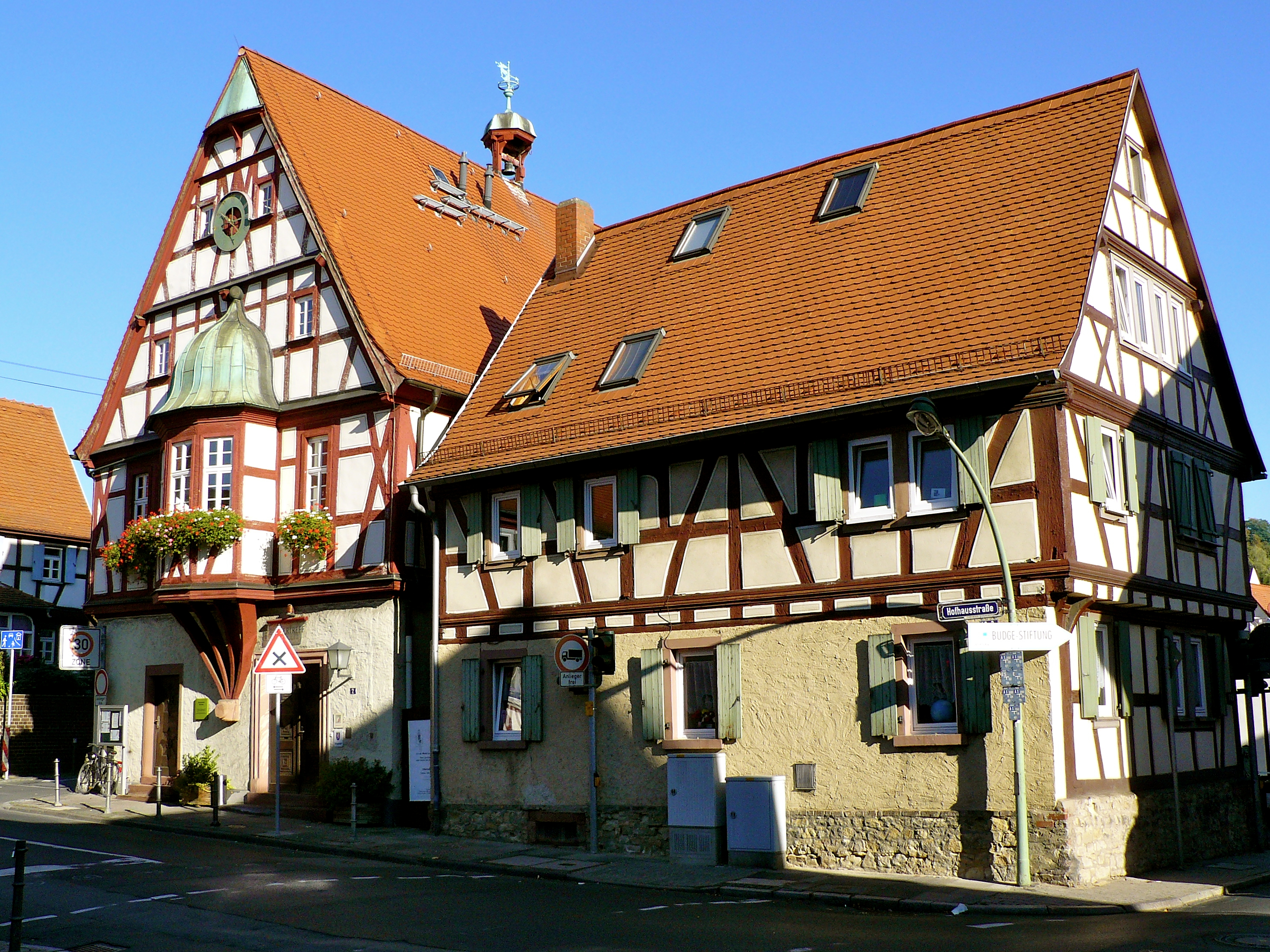
Seckbacher Rathaus mit angrenzendem Gebäude in der Hofhausstraße

Durch die vollzogene Eingemeindung per 1. Juli 1900 verlor das Seckbacher Rathaus seine bisherige Funktion, denn Seckbach benötigte nun keinen eigenen Bürgermeister und keinen Gemeindevorstand mehr. Allerdings übernahm die Stadt alle Bediensteten der früheren Landgemeinde Seckbach. Der ehemalige Bürgermeister Kappes wurde Seckbacher Bezirksvorsteher.
Am 4. September 1900 beriet der Magistrat der Stadt Frankfurt über die künftige Nutzung des Seckbacher Rathauses. Nach Beschluss der Stadtverordnetenversammlung wurden in der ersten Etage Büros für den Bezirksvorsteher, den Steuerverwalter und den Standesbeamten eingerichtet. Für den Amtsdiener wurde eine Wohnung vorgesehen.
Auf eine Kanalisation, befestigte Straßen und Trottoirs (Bürgersteige) musste Seckbach noch ein Jahrzehnt warten. Die Straßen und Gassen rund um das Rathaus wurden nach wie vor von Fußgängern, Händlern, Bauern, Kindern, Hühnern, Gänsen, Pferden, Fuhrwerken und Landmaschinen frequentiert, ein durchaus dörfliches Bild. Etliche Bezeichnungen von Straßen und Gassen sowie die der Schule änderten sich nach der Eingemeindung.
Die Feuerwehr durfte den Spritzenraum im Erdgeschoss des Rathauses auch nach der Eingemeindung behalten. Dazu kamen eine Wachstube für den Gendarmerie-Wachtmeister und ein Arrestlokal. Für die neuen Räume wurden Wände gezogen, ein Stützbalken versetzt und neue Fenster ins Mauerwerk gebrochen. Verputz und Schiefer wurden von der Rathausfassade entfernt, so dass das Fachwerk wieder überall zur Geltung kam. Alle Umbaumaßnahmen schlugen 1901 mit 10.900 Reichsmark zu Buche, ein für die damalige Zeit sehr üppiger Betrag.
Dazu gehörte auch die große Rathausuhr zwischen den beiden kleinen Fenstern unter dem Dachfirst, die wegen Defekts am 7. September 1901 erneuert und mit der ehemaligen Feuerglocke verbunden wurde. Diese schlug nun jeweils zur Viertel- und zur vollen Stunde. Die Feuerglocke auf dem Rathaus war nicht mehr für Alarme notwendig, da vor der Wilhelmshöher Straße 135/137 ein Feuertelegraph (Brandmelder) der Firma Siemens & Halske aufgestellt wurde, der Hannes. Er funktionierte über eine Feuermeldeschleife nach dem Morsecode. Gemäß Eingemeindungsvertrag verband er Seckbach direkt mit der nächstgelegenen Frankfurter Feuerwache in der Bornheimer Burgstraße.
Am 8. Juli 1904 begann die Verlegung von Gasrohren von Heddernheim über Bornheim nach Seckbach. Am 5. November brannten rund um das Rathaus die ersten Gasleuchten.

### 1919–1933

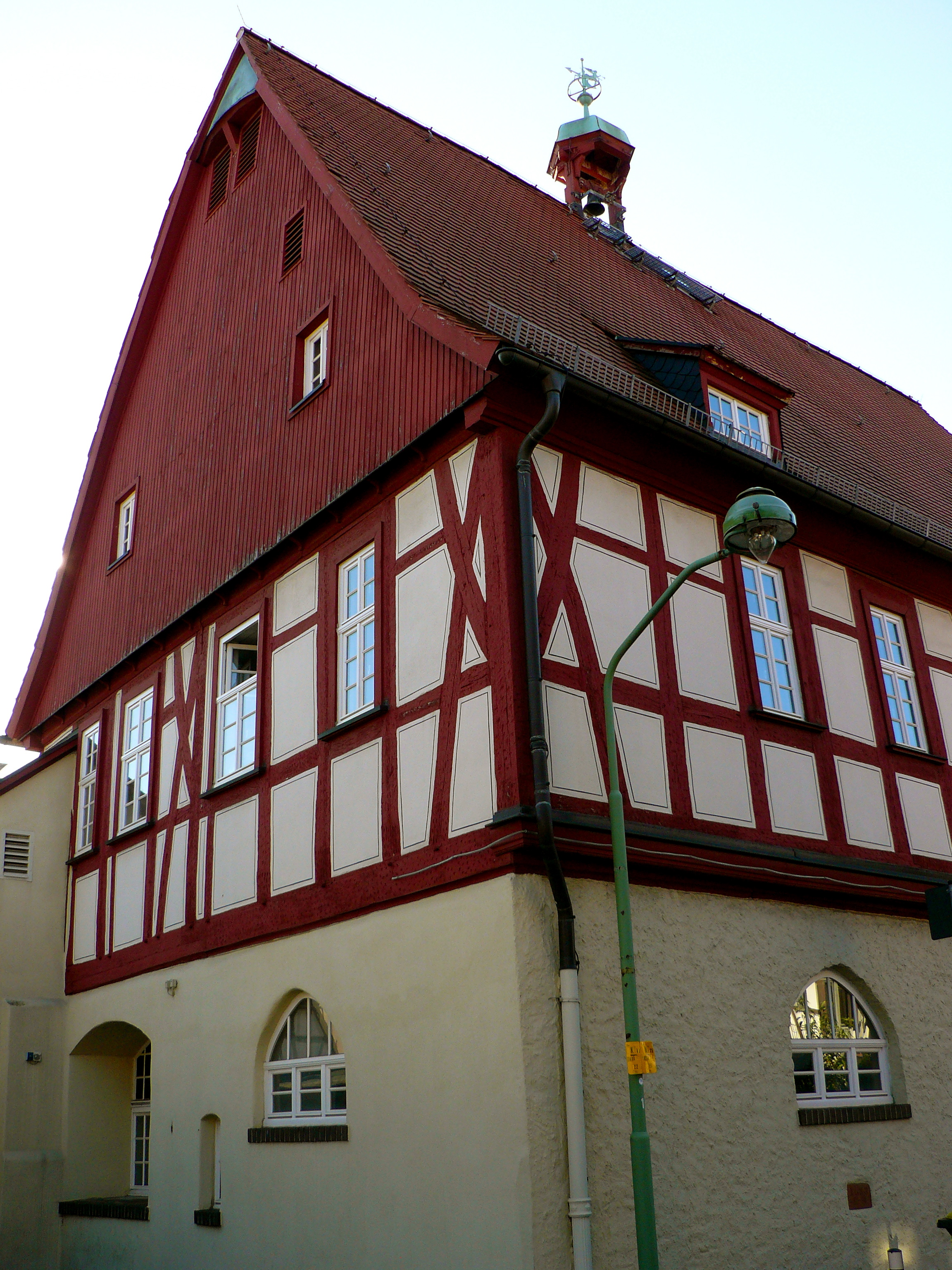
Rückseite des Rathauses in der Rathausgasse

Im Seckbacher Rathaus fanden bis zum 31. März 1920 standesamtliche Eheschließungen statt. Die Weimarer Republik brachte in diesem Punkt jedoch eine Veränderung mit sich. Nach diesem Zeitpunkt mussten die Paare und Trauzeugen zum Standesamt nach Frankfurt am Main. Die Steuerverwaltung zog einige Jahre danach ebenfalls in die Frankfurter Innenstadt. Die frei gewordenen Räume im Seckbacher Rathaus wurden von der Feldpolizei und der Meldestelle genutzt.

### 1933–1945
Während des zwölf Jahre währenden Tausendjährigen Reiches schwang am Rathausgebäude diktatorischer Fahnenschmuck: blutrote Banner mit Hakenkreuz. Bei der als noch nicht manipuliert geltenden Reichstagswahl vom 6. März 1933 hatten die Seckbacher mit 1.167 von 2.169 abgegebenen Stimmen mehrheitlich für die Nationalsozialistische Deutsche Arbeiterpartei (NSDAP) votiert. Im Rathaus hing das gerahmte Konterfei von Adolf Hitler. Vor dem Rathaus marschierten die SA und die HJ. Die Hitlerjugend hatte sich gleich nebenan in der Hofhausstraße 14, dem früheren Café Zimt, ihr HJ-Heim eingerichtet. In der Zeit nach dem Krieg zog dort das Seckbacher Postamt ein (später Hintergasse 1). Die SA traf sich im auch heute noch existierenden Seitenbau des Hauses Hofhausstraße 8. Im Zweiten Weltkrieg (1939–1945) gab es auch in Seckbach bei den Luftangriffen auf Frankfurt am Main Zerstörungen und Bombentrichter, das Rathaus blieb jedoch verschont.

### 1945–1990

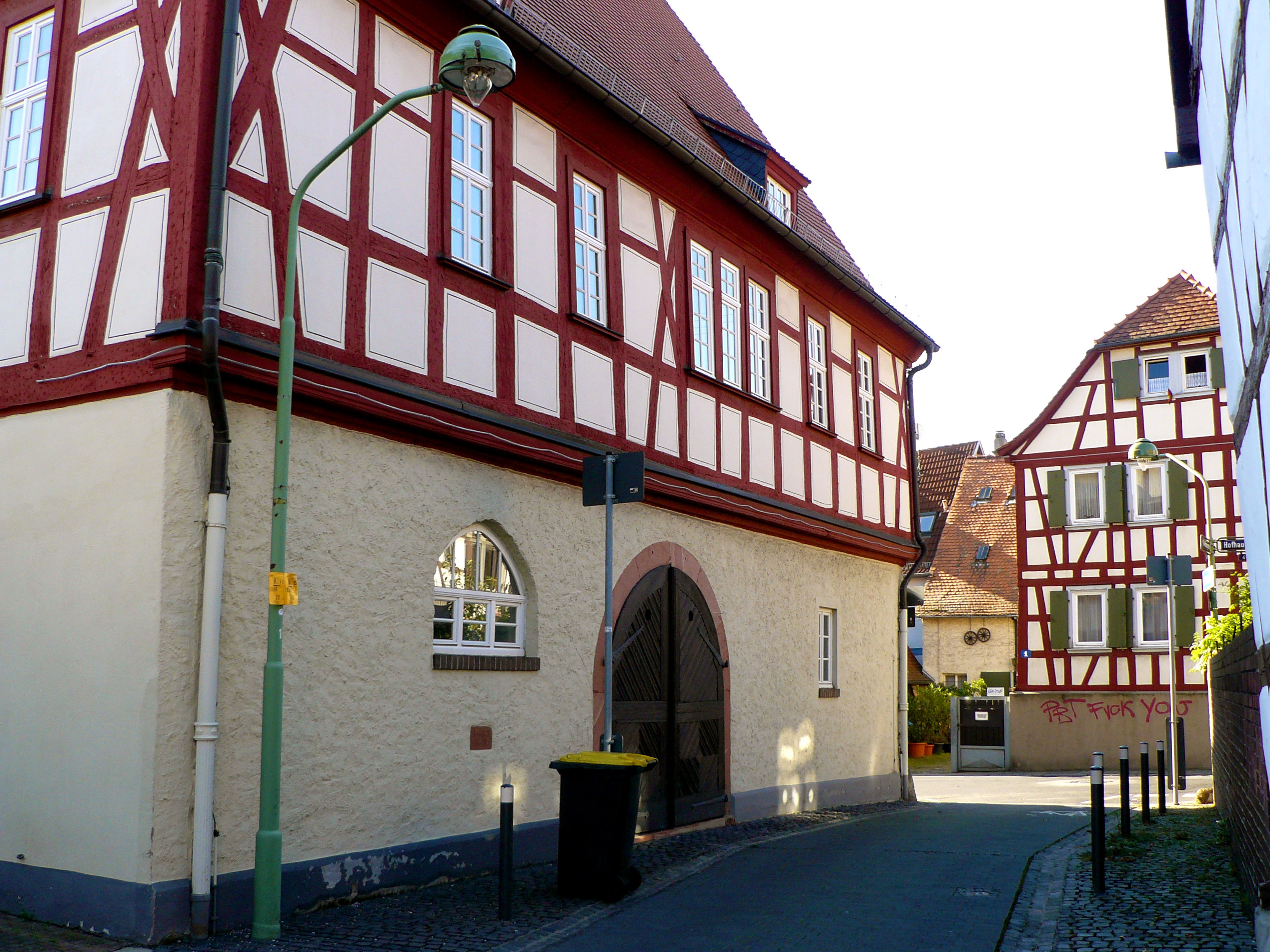
Seitenansicht, Blick von der Rathausgasse zur Hofhausstraße

Die Wohnung des ehemaligen Gemeindedieners innerhalb des Rathauses war bis in die 1960er Jahre bewohnt. Nach dem Auszug der letzten Bewohner nutzte der Altenclub Seckbach zwischen 1968 und 1975 die Räumlichkeiten des Rathauses, vom baulichen Gesichtspunkt her allerdings unter wenig altersgerechten Bedingungen. Danach zog der Club in ein eigenes Haus in der Zeuläckerstraße 1, das frühere Bezirksbad.
Die Freiwillige Feuerwehr Seckbach gab den Spritzenraum im Rathaus 1976 auf, als der eigene Neubau für Fahrzeuge und Gerätschaften in der Zeuläckerstraße fertiggestellt war.
Ende der 1970er Jahre wurde das Rathaus anlässlich der bevorstehenden 1100-Jahr-Feier der ersten urkundlichen Erwähnung Seckbachs im Jahr 880 äußerlich renoviert. Am bedenklichen baulichen Gesamtzustand änderte dies jedoch vorläufig nichts. Zum Jubiläum fertigte der Seckbacher Maler und Grafiker Erich Dittmann eine historisierte Zeichnung und ein Gemälde der Szenerie am Rathaus an, die Zeichnung ziert das Cover der publizierten Festschrift.
Im September 1990 wurden Feldpolizei und Meldestelle im Seckbacher Rathaus geschlossen. Die Seckbacher Bürger wurden zukünftig nach Bergen verwiesen.

### 1990 bis heute

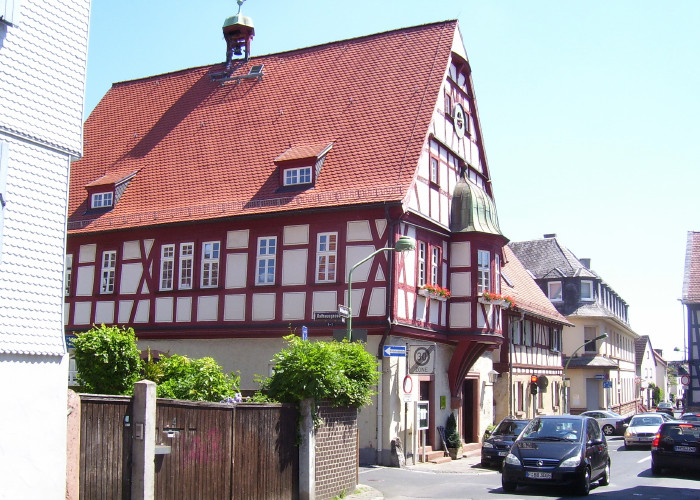
Das Seckbacher Rathaus in der Hofhausstraße 2

Im gleichen Jahr übernahm die Saalbau GmbH das Gebäude von der Stadt Frankfurt am Main und ließ es bis 1993 unter denkmalpflegerischer Aufsicht sanieren, stabilisieren und in den Innenräumen modernisieren. Das alte Gebäude wird seitdem von einem tonnenschweren Stahlkorsett mit 500 Kilopond pro Quadratmeter gestützt und so vor Baufälligkeit bewahrt. Die Zimmerdecken mit einem stark sichtbaren Höhenunterschied von bis zu 25 Zentimetern wurden weitestmöglich begradigt, Feuerschutzplatten eingebracht und Elektrokabel gemäß VDE-Vorschriften eingezogen, Be- und Entlüftungsrohre wurden integriert, verrottete Fachwerkbalken ausgetauscht und die Treppen bequemer angelegt.
Der nun entstandene Bürgertreff modernen Zuschnitts im historischen Umfeld wurde jedoch zunächst so wenig genutzt, dass das Unternehmen 1995 über einen Verkauf nachdachte. Als unmittelbare Reaktion auf dieses Ansinnen wurde der Förderkreis Historisches Rathaus Seckbach e. V. gegründet, der das Gebäude mittlerweile gemeinsam mit der Saalbau GmbH mit einem entsprechenden Nutzungskonzept als multifunktionales Bürgerhaus und Begegnungsstätte pflegt und betreibt. Inzwischen gibt es einen Beschluss der Frankfurter Stadtverordnetenversammlung, wonach die Stadt einem geplanten Verkauf zustimmen müsste, sollte dies jemals wieder thematisiert werden.
Das Seckbacher Rathaus steht Gruppen von Bürgern wie zum Beispiel Vereinen, Parteien, Schulen und für Familienfeiern zur Verfügung. Standesamtliche Trauungen bzw. das Begründen von Lebenspartnerschaften sind freitags möglich. Damit knüpft man seit 1998 wieder an die historisch belegten Optionen des Rathauses an. Eine kleine Küche ist vorhanden, ein Catering-Service kann bei Bedarf gebucht werden. Die heute nutzbaren Räumlichkeiten verteilen sich über drei Etagen und bieten Platz für maximal 100 Personen.

## Veranstaltungen
Jazz im Rathaus heißt seit einiger Zeit die Devise, wenn es in dem historischen Gebäude an manchen Tagen etwas lauter hergeht. Vor dem Rathaus sorgen die Karnevalisten Die Meckerer aus den Reihen des örtlichen Turnvereins für Stimmung, wenn am 11.11. um 11:11 Uhr symbolisch die Schlüssel des Rathauses und somit die Macht an die Seckbacher Närrinnen und Narren übergeht.

## Nutzbare Räumlichkeiten
Bei der heutigen Bezeichnung der einzelnen Räume des Rathauses hat man sich um lokale Bezüge bemüht.

### Die Weed
Foyer, 43 m² –
Bis zum Ende des 19. Jahrhunderts wurde eine Gänseschwemme bzw. -tränke Weed genannt. Die Seckbacher Weed befand sich zur Rechten des Gasthauses Zur Krone in der Wilhelmshöher Straße, schräg gegenüber und in Sichtweite des Rathauses.

### Klosterblick und Zentgraf
Clubraum I, 49 m² –
Im Haus Hofhausstraße 3, direkt gegenüber dem Rathaus, waren während der Frankfurter Markttage Zisterziensermönche des Klosters Arnsburg untergebracht. Zentgrafen waren für gemeinwirtschaftliche Aufgaben durch den Gaugrafen eingesetzt und galten als deren Stellvertreter. Im Zentgericht für die 19 Dörfer der Grafschaft Bornheimerberg waren sie Schöffen.

### Die Herrenkelter
Clubraum III, 22 m² –
Von diesem Raum aus kann man den Giebel des Fachwerkhauses Wilhelmshöher Straße 158 sehen. In diesem früheren Herrensitz wurde der zehnte Teil der Trauben des Weinberges am Lohrberg abgegeben und gekeltert.

### Das Wartfeld
Clubraum IV, 63 m² – Nördlich des Lohrbergs befindet sich das Wartfeld mit der Leopoldsäule auf Seckbacher Gemarkung. Das Wartfeld umgab die Berger Warte, den höchsten Punkt Seckbachs. Die Ehrensäule für Leopold II. wurde von Landgraf Wilhelm IX. von Hessen-Kassel (dem späteren Kurfürsten Wilhelm I. von Hessen-Kassel) zum Andenken an den Besuch des frisch gekrönten Hauptes und der Kurfürsten im Jahr 1790 an der Berger Warte aufgestellt.

## Künstlerische Darstellungen

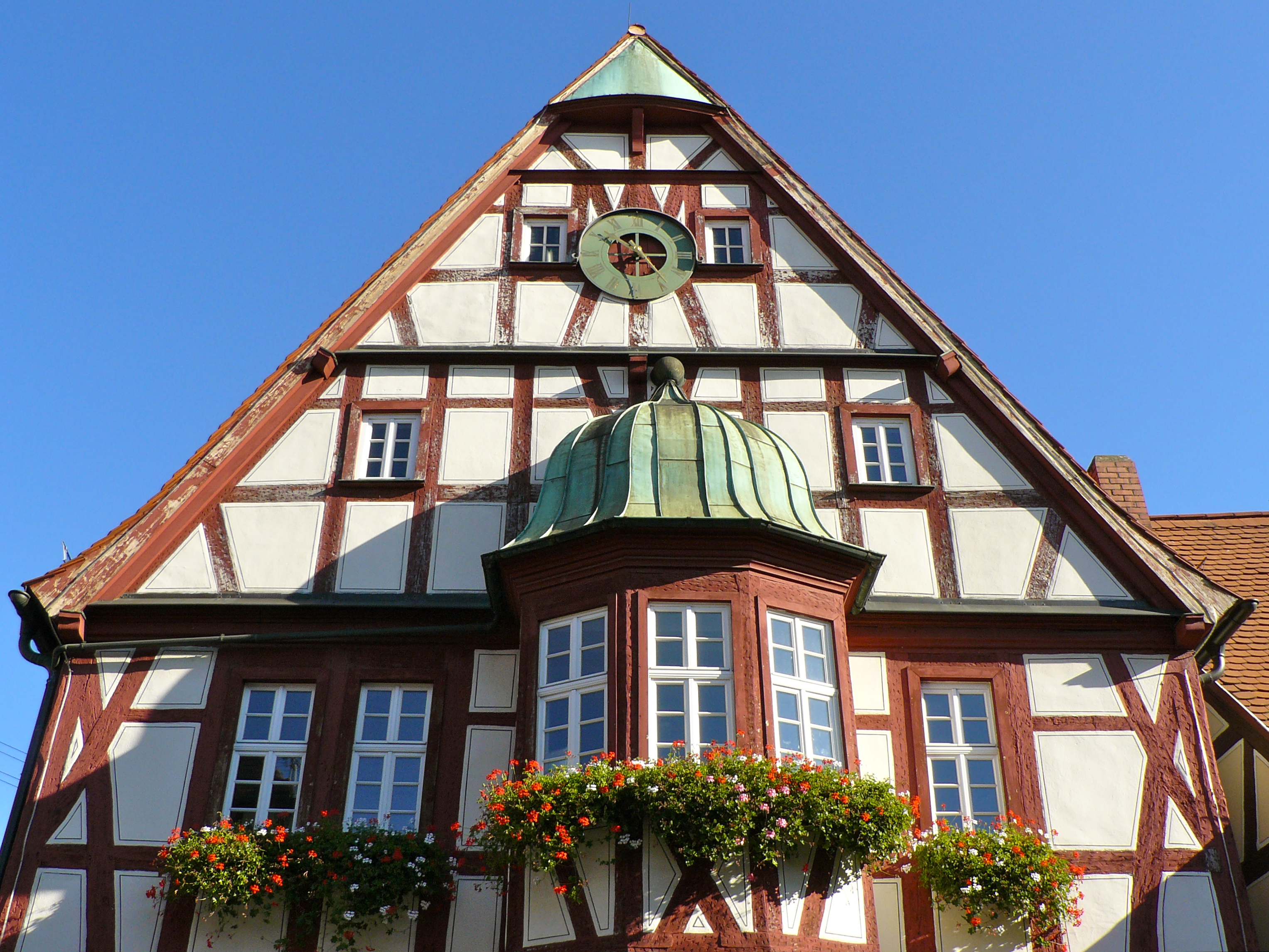
Blick zur Rathausuhr

Das Seckbacher Rathaus aus der Zeit der bäuerlich-fränkischen Spätrenaissance wird wegen seiner herausgehobenen Erscheinung nicht nur gern betrachtet und fotografiert, sondern auch gezeichnet, gemalt und auf Plaketten geprägt.
Insbesondere der über viele Jahre in Seckbach lebende Zeichner und Maler Erich Dittmann hat sich dem Sujet in historisierender Weise gern angenommen und zeigt sein Motiv in der Zeit um 1900. Über die beiden angegebenen externen Links bei den Einzelnachweisen kann ein Abruf einer solchen Zeichnung und eines Ölgemäldes erfolgen.
Eine Plakette mit der reliefartigen Frontansicht des Rathauses hat der TV Seckbach anlässlich seines 100. Jubiläums im Jahr 1975 prägen lassen, eine perspektivische Darstellung des Rathauses mit Nachbargebäude ziert die Gedenkmünze 1100 Jahre Seckbach, die 1980 geprägt wurde.

## Verkehrsanbindung
Das Gebäude liegt in unmittelbarer Nähe der zwischen den Frankfurter Stadtteilen Bornheim und Bergen-Enkheim verlaufenden Hauptdurchgangsstraße des heutigen Frankfurter Stadtteils Seckbach, der Wilhelmshöher Straße. Die Parkplatzsituation im Seckbacher Ortskern ist wegen der räumlichen Enge prekär. Die Benutzung öffentlicher Verkehrsmittel wird daher dringend empfohlen. Das historische Seckbacher Rathaus ist im Rahmen des öffentlichen Personennahverkehrs (ÖPNV) direkt mit dem RMV-Linienbus 43 zu erreichen. Das Gebäude liegt genau zwischen dessen Haltestellen Zentgrafenschule und Draisbornstraße. Zu Fuß erreicht man es in etwa 3 Minuten. Ein etwas längerer Fußweg ergibt sich von der Endstation Leonhardsgasse, wenn man die Buslinien 44 nutzt. In diesem Fall beträgt der Fußweg ungefähr 5 Minuten. Etwa 8–10 Minuten Fußweg sind es von der Endstation Atzelberg-Ost der RMV-Buslinie 38.